# Bibi Besch
Bibi Besch (* 1. Februar 1942 in Wien als Bibiana Maria Köchert; † 7. September 1996 in Los Angeles, Kalifornien) war eine österreichisch-US-amerikanische Filmschauspielerin.

## Leben
Bibi Besch war die Tochter des Autorennfahrers Gotfrid Köchert und der Film- und Burgtheater-Schauspielerin Gusti Huber.
Ihr Schaffen seit den 1960er Jahren umfasst mehr als 100 Produktionen für Film und Fernsehen, darunter sind vor allem zahlreiche Gastauftritte in US-Serien. International bekannt wurde sie 1982 unter anderem durch ihre Rolle als Wissenschaftlerin und Ex-Freundin von Captain Kirk in Star Trek II: Der Zorn des Khan.
Seit 1990 engagierte sie sich in verschiedenen Gremien in der Screen Actors Guild. 1992 und 1993 war sie jeweils für einen Primetime Emmy Award nominiert. Im Jahr 1984 erhielt sie für ihre Darstellung in dem Film Karriere durch alle Betten eine Nominierung für die Goldene Himbeere in der Kategorie Schlechteste Nebendarstellerin.
Am 7. September 1996 starb Bibi Besch im Alter von 54 Jahren in Los Angeles an Brustkrebs. Ihre Tochter Samantha Mathis ist ebenfalls als Schauspielerin tätig.

## Filmografie (Auswahl)
- 1964: Children’s Theater (Fernsehserie, eine Folge)
- 1967: The Secret Storm (Fernsehserie, 16 Folgen)
- 1971: Gefahr unter Wasser (Primus, Fernsehserie, eine Folge)
- 1973: Love Is a Many Splendored Thing (Fernsehserie, eine Folge)
- 1974: Another World: Somerset (Fernsehserie, eine Folge)
- 1975: First Ladies Diaries (Fernsehfilm)
- 1975: Tödlicher Abstand (Distance)
- 1976: Ellery Queen (Fernsehserie, eine Folge)
- 1976: Unternehmen Entebbe (Victory at Entebbe, Fernsehfilm)
- 1977: Die Meute (The Pack)
- 1979: Meteor
- 1980: Skag (Fernsehserie, zwei Folgen)
- 1981: Hart aber herzlich (Hart to Hart, Fernsehserie, Folge Mordstheater)
- 1982: Star Trek II: Der Zorn des Khan (Star Trek: The Wrath of Khan)
- 1983: Karriere durch alle Betten (The Lonely Lady)
- 1983: The Day After – Der Tag danach (The Day After, Fernsehfilm)
- 1984: Cagney & Lacey (Fernsehserie, eine Folge)
- 1987: Who’s That Girl
- 1989: Magnolien aus Stahl (Steel Magnolias)
- 1990: Tremors – Im Land der Raketenwürmer (Tremors)
- 1991: Wie ein Stachel im Fleisch (Lonely Hearts)
- 1992: Ausgerechnet Alaska (Northern Exposure, Fernsehserie, zwei Folgen)
- 1995–1996: The Jeff Foxworthy Show (Fernsehserie, fünf Folgen)
- 1996: Dr. Quinn – Ärztin aus Leidenschaft (Dr. Quinn, Medicine Woman, Fernsehserie, eine Folge)
- 1996: Emergency Room – Die Notaufnahme (ER, Fernsehserie, eine Folge)
- 1996: Melrose Place (Fernsehserie, eine Folge)
- 1999: California Myth